# Brigitte Fontaine
Brigitte Fontaine és una cantant, actriu, escriptora,dramaturga i lletrista francesa, nascuda el 24 de juny de 1939 a Morlaix (Finisterre). Ha utilitzat nombrosos estils musicals inusuals, barrejant rock and roll, folk, jazz, electrònica, spoken word, i world. Ha col·laborat amb Stereolab, Michel Colombier, Jean-Claude Vannier, Areski Belkacem, Gotan Project, Sonic Youth, Antoine Duhamel, Grace Jones, Noir Désir, Archie Shepp, Arno i Art Ensemble de Chicago.

## Carrera artística
Filla de professors, Brigitte Fontaine desenvolupa molt d'hora el seu gust per l'escriptura i la comèdia. La seva infància, que declara globalment feliç, va tenir lloc a Plouyé, una petita ciutat del Finistère, i després a Morlaix. La seva adolescència, a Brest, sembla que va ser el moment de moltes penúries, que l'han marcada durament. Després d'haver obtingut el títol de batxiller, va anar a París als 17 anys per fer d'actriu. Actua sobretot al Teatre de la Huchette a l'obra La cantant calba d'Eugène Ionesco.
L'audiència de Brigitte Fontaine ha crescut significativament des de principis dels anys 2000, i les seves aparicions a la televisió mai no són banas. Humanista i llibertària, Brigitte Fontaine sempre ha estat així en els seus compromisos, com quan signa el manifest de les 343 (el 1971 i el 2011), es declara contrària a la Guerra del Golf, o dona suport als estrangers en situació irregular i es manifesta contra les presons.

### Del teatre a la cançó, i viceversa (1963-1968)
El 1963, adreça la seva atenció a la cançó i actua en diverses sales parisenques interpretant els seus propis textos. Hom la troba als cabarets de la Rive Gauche, i després a Trois Baudets a Montmartre. A La Grande Séverine, actua en una obra de Boris Vian, Le Dernier des métiers. També apareix a la televisió a Les Mardis de la chanson. Des del 1964, fa la primera part del xou de Georges Brassens i Barbara al Bobino
No renuncia, tanmateix, a la comèdia. Amb Jacques Higelin i Rufus, a La Vieille-Grille, i després al théâtre des Champs-Élysées, crea l'obra Maman j'ai peur, que aconsegueix un èxit de crítica i de públic tan important que roman més de dues temporades a la cartellera de París i dona lloc a una gira europea.

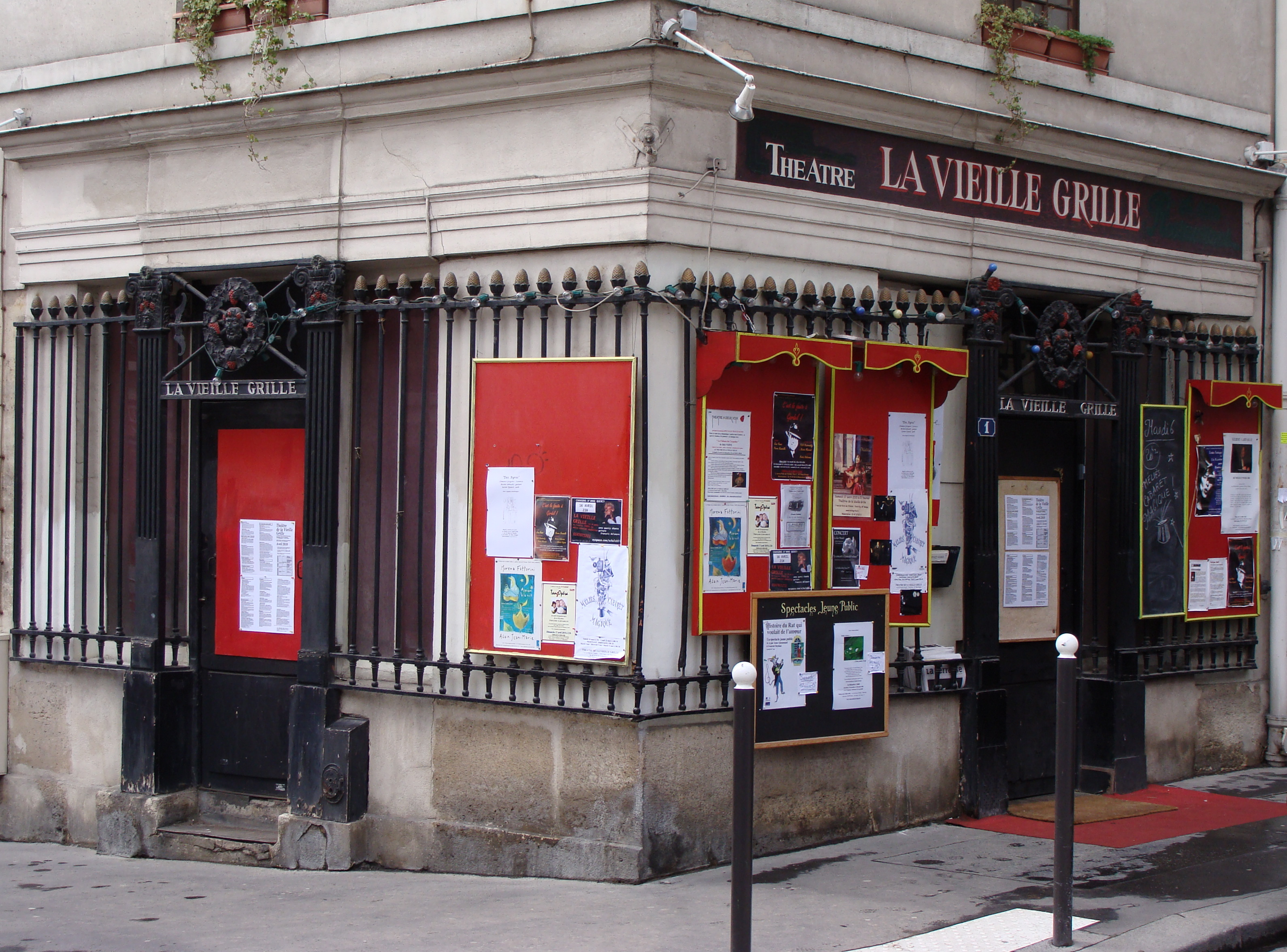
El théâtre de la Vieille-Grille a París.

El 1965, i el 1968, va llançar dos discos amb factura jazzística (Chansons décadentes et fantasmagoriques) i després pop (Brigitte Fontaine est… folle ! ja amb la col·laboració de Jean-Claude Vannier), així com dos senzills amb Jacques Higelin, el més famós dels quals és Cet enfant que je t'avais fait.
El 1969 va iniciar una llarga col·laboració amb el músic Areski Belkacem. Amb aquest últim i Jacques Higelin, va concebre 
per a l'escena del Lucernaire Niok, un innovador espectacle de teatre i cançó.
Ben aviat, Brigitte Fontaine va escriure una sèrie de textos en vers i prosa lliures que configuren l'espectacle Comme à la radio, presentat al théâtre du Vieux-Colombier abans d'esdevenir un disc. Enregistrat amb l'Art Ensemble of Chicago, aquest àlbum marca un trencament amb la cançó tradicional francesa, i llança els primers ponts de la world music. Aparegut alguns mesos abans d'aquest disc, el senzill Lettre à monsieur le chef de gare de La Tour de Carol va ser també el primer títol francès anomenat Disc pop de la setmana i per raó d'això fou difós dos cops per emissió al Pop Club radiofònic de José Artur, fet que contribuí a l'èxit de l'àlbum – que rebé l'any següent el premi Charles Cros.

### Al marge de les llistes d'èxits (1969-1979)

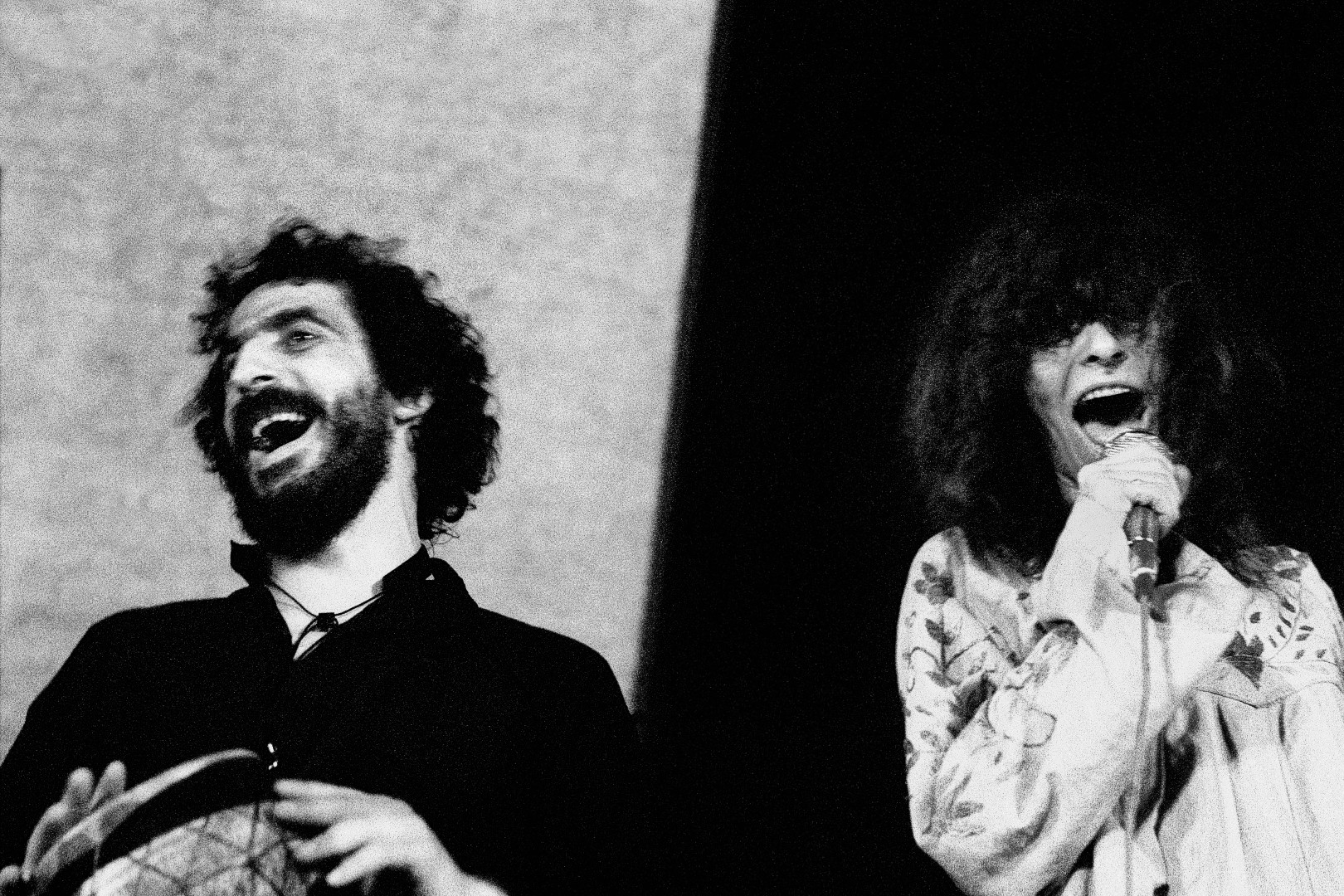
Areski i Brigitte Fontaine a la festa del PSU a Colombes el 1973.

Brigitte Fontaine esdevé llavors una figura de l'underground francès. EEn una mitja dotzena d'àlbums, la majoria publicats a través del segell independent Saravah, Brigitte Fontaine explora, sense preocupar-se de les llistes d'èxits, diferents mons poètics. Renunciant a les rimes, utilitzant de vegades el talk-over, enregistra, amb molt pocs mitjans i sovint en dues pistes, cançons que aborden temes amb humor o gravetat, segons l'estat d'ànim, tan diversos com la mort (Dommage que tu sois mort), la vida (L'été, l'été), l'alienació (Comme à la radio, Où vas-tu petit garçon), la bogeria (Ragilia), l'amor (Je t'aimerai) o fins i tot la injustícia social (C'est normal), l'inégalité des sexes (Patriarcat), la ideologia i el crim (Le 6 septembre), el fals compromís polític (L'Auberge (Révolution)), el racisme (Y'a du lard), fins i tot ella mateixa i el seu company (Brigitte, La Harpe jaune, Nous avons tant parlé)… La parella construeix una obra abundant i coherent alhora, lluny dels programadors de ràdio i televisió, en plena llibertat, excepte en casos de censura, esmentats per Benoît Mouchart a la seva monografia de Fontaine.
Donat que naveguen entre pop, folk, electro i world music, els àlbums L'Incendie i Vous et nous per exemple, del tandem Areski-Fontaine, figuren entre els discos més inclassificables de l'escena francesa. Gairebé trenta anys després, l'audiència internacional d'aquestes 33 gires (reeditades en CD) és comparable a l'enregistrament de culte Histoire de Melody Nelson de Serge Gainsbourg i Jean-Claude Vannier, sobretot per les entusiastes observacions que van fer els membres del grup Sonic Youth a la premsa anglòfona. Els discos Brigitte Fontaine est folle i Comme à la radio foren reeditades per primer cop als Estats Units el desembre de 2013 pel segell independent Superior Viaduct. Però encara no han arribat a les oïdes del gran públic francòfon, per a qui l'obra de Brigitte Fontaine segueix sent molt menys coneguda que les seves aparicions mediàtiques.
Les actuacions escèniques de Fontaine i Belkacem no són en aquell moment altra cosa que gires de cant tradicionals: barrejant la improvisació teatral i les cançons, llurs actuacions es troben més en el gènere del happening que en el del concert en sentit estricte. Les instrumentacions es redueixen a la seva expressió més senzilla: els artistes no dubten a cantar a cappella quan no s'acompanyen de la guitarra, la percussió, la melòdica o l'acordió. Del 1973 al 1979, estaran sols a l'escenari, sense tenir el suport d'una orquestra. Actuen principalment a França, però també a tota la francofonia i Algèria. També donen molts espectacles a les presons i hospitals psiquiàtrics.

### L'exili (1980-1990)
La dècada del 1980 és per a Brigitte Fontaine i el seu marit Areski Belkacem un període de silenci discogràfic. Lluny dels estudis d'enregistrament, Fontaine es va dedicar a l'escriptura i al teatre. Sempre activa, actua al Quebec, interpreta la seva peça Acte 2 en una gran gira per la francofonia, interpreta Les Bonnes de Jean Genet a París, publica una novel·la (Paso doble) així com un recull de relats breus (Notícies de l'exili). El 1984, va enregistrar un senzill (Les filles d'aujourd'hui), que gairebé no s'emeté a la ràdio, però li permeté de participar en alguns programes de televisió, el més popular dels quals és L'Académie des neuf.
Després d'haver donat el 1988 una sèrie de concerts a Tòquio i a les grans ciutats de l'arxipèlag nipó, li cal esperar gairebé cinc anys perquè una companyia francesa distribueixi el seu nou àlbum French corazon (escrit i compost des del 1984 però llançat el 1988 al Japó, gràcies al suport de la periodista Reiko Kidachi). Difós especialment en M6, el clip de la peça patofísica Nougat, realitzat per la dibuixant de còmics Olivia Clavel, prepara el públic per al retorn de la cantant als escenaris francesos, que comença amb un concert el 1993 a la sala Bataclan.

### Període rosa (1990-2000)
A la dècada del 1990, Brigitte Fontaine es va apropar als mons musicals de Björk i de Massive Attack en experimentar noves formes musicuals més elèctriques i, sobretot, més electròniques que abans. Les seves lletres marquen el retorn a una forma versificada més clàssica. El llançament del seu àlbum Genre humain, el 1995, va tenir un gran èxit (més per part de la crítica que el públic en general) amb títols sorprenents i estranys com Conne (produït per Étienne Daho i Arnold Turboust), simbolistes com La Femme à barbe (produït per Les Valentins) o lírics com Il se mêle à tout ça (produït par Yann Cortella i Areski Belkacem)... Va coescriure el mateix any el senzill Jungle Pulse, fos i eròtic, interpretat per Étienne Daho al disc Reserection. Les seves actuacions al Bataclan i al Café de la danse són especialment cerimonials: les seves actuacions sempre s'obren amb La Femme à barbe, que l'artista interpreta amb el rostre amagat sota un llarg vel. Atrapada per Raphaël Mezrahi que després va fer una sèrie d'entrevistes-hoaxes, fa una aparició notable a TF1 i comença a esdevenir un personatge mediàtic, apreciat pel seu sentit de la distribució inesperada i la seva singularitat de la roba i el físic. Fou en aquesta mateixa època quan la cantant va decidir afaitar-se el crani.
El 1997, quan va publicar una nova novel·la (La Limonade bleue), enregistra Les Palaces i el seu títol insígnia Ah que la vie est belle ! L'àlbum, molt ben rebut per la premsa, s'enriqueix amb les col·laboracions d'Areski Belkacem, el germà gran del cor Jacques Higelin i un nou còmplice de joc: Alain Bashung. La producció i la realització d'aquest àlbum és assegurada un cop més pel tàndem Cortella / Belkacem. Sobretot, les cançons revelen una inspiració renovada, menys abstracta i tanmateix sempre poètica, amb els mateixos temes del plaer (Délices et Orgue), de l'art sublim(La Symphonie pastorale), de records (La Cour), de la por al món (Les Palaces), de la por a un mateix (Le Musée des horreurs), fent servir la descripció i el retrat (L'Île, Ali)... Délices et Orgue i Ah que la vie est belle ! marquen una nova orientació cap a la música electro-dance (per a electro solista, Fontaine i Areski es van imposar des de Vous et Nous el 1977), mentre que La Symphonie pastorale i L'Île se situen en una bella tradició clàssica ja inspiradora de Belle abandonnée o Leila.

### Discos d'or (2001-2004)

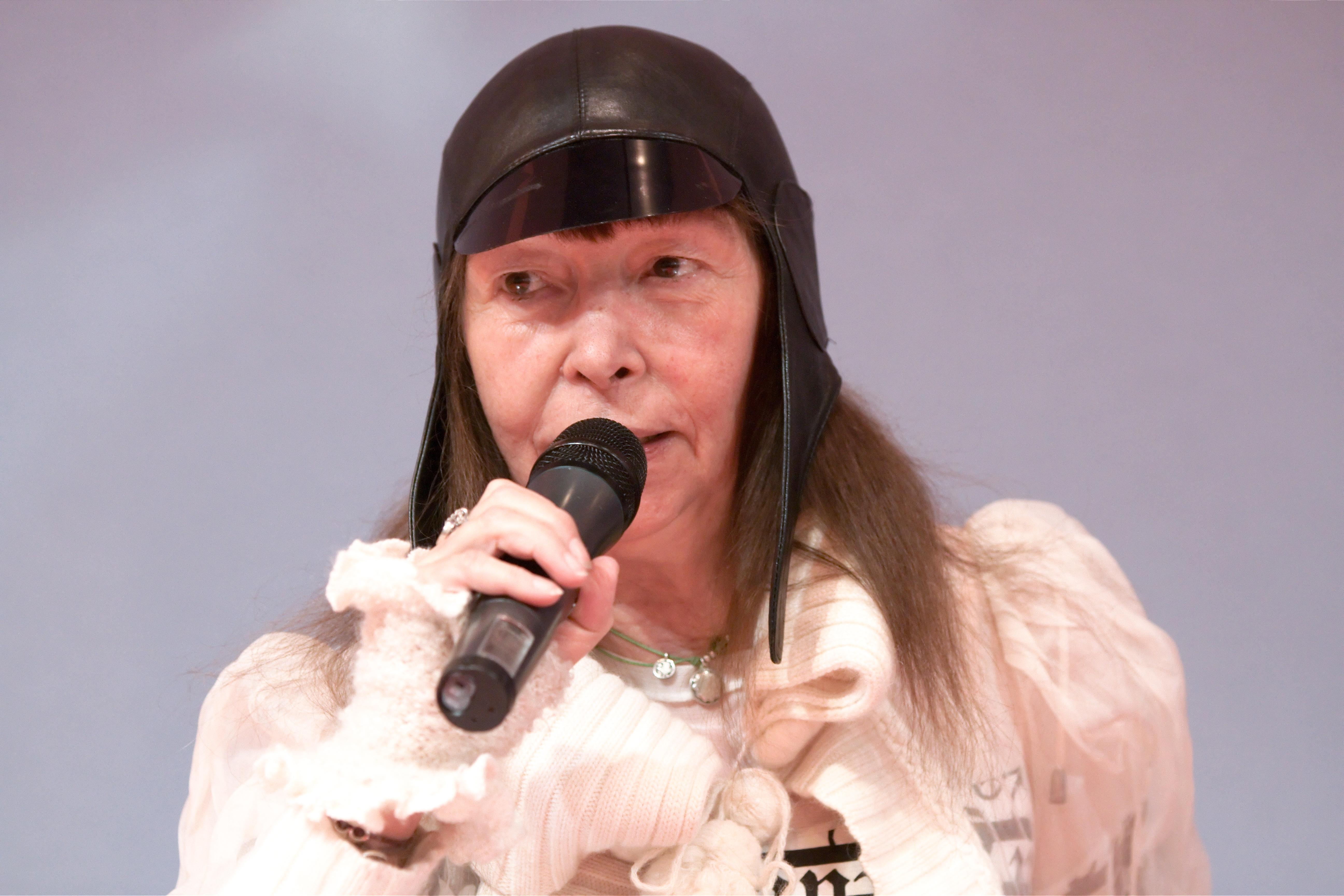
Brigitte Fontaine al Saló del Llibre de París el març del 2010.

Discos d'or, els seus àlbums Kékéland (2001) i Rue Saint Louis en l'île (2004) es van beneficiar de col·laboracions prestigioses (Noir Désir, Sonic Youth, Archie Shepp, -M-, Gotan Project, Zebda, etc.) i es presenten com a rams variats,on s'inclouen tangos (Pipeau, Rue Saint Louis en l'Île) i rock (Bis Baby Boum Boum), trip hop (God's Nightmare, Éloge de l'hiver) i reggae (Je fume), on es barregen amor (Profond) i viatges (Guadalquivir, Fréhel), Betty Boop i la sèrie negra (Rififi), Simone de Beauvoir i Rabelais... Caldria haver d'esperar al 2001 i a l'èxit de la represa, en duo amb -M-, de Y'a des zazous (una cançó dels anys 1940) per tal que Brigitte Fontaine, una de les poques intèrprets femenines de la cançó francesa amb Barbara, assolís un grau més alt de popularitat. Per això va haver d'il·lustrar-se també en un bon grapat de talk shows a la televisió (com els dirigits per Laurent Ruquier u Fogiel), aparicions que van fixar durant molt de temps la seva imatge de « boja » al gran públic.
Des del 2001, Brigitte Fontaine ha recorregut França amb escales a Bèlgica, Suïssa i també a Londres i Barcelona, acompanyada als escenaris dels mateixos músics: el baixista Bobby Jocky, el guitarrista Yan Péchin, el pianista Dondieu Divin, el bateria Patrick Baudin, el violoncel·lista Frédéric Deville i, per descomptat, el percussionista Areski Belkacem.

### Exhibicions iProhibition(2005-2010)
L'any 2005, després d'haver donat una sèrie de concerts amb aquest grup, però també amb la Compagnie des musiques à ouïr, publica a Flammarion una nova novel·la, La Bête curieuse, l'atmosfera eròtica de la qual anuncia una mica la tonalitat del seu quinzè àlbum, Libido (2006). Aquest nou àlbum, orquestrat per Dondieu Divin, reviu l'energia animada dels seus concerts en un ambient molt “barroc’n'roll”, on conviuen Teresa de Jesús, els sufís, les pel·lícules de Hollywood, Melody Nelson i moltes paradoxes ... Les úniques col·laboracions per a aquest àlbum son Jean-Claude Vannier iM que fa la seva tercera aparició a l'univers fantàstic de la Reina dels Kékés els cabells de la qual han tornat a créixer.
L'octubre de 2006, Brigitte Fontaine va aparèixer al Barbican Theater de Londres al costat de Jarvis Cocker, Badly Drawn Boy i alguns altres cantants anglesos, per a la primera interpretació pública de la mítica Histoire de Melody Nelson. El gener del 2007 va actuar als escenaris del teatre d'Angulema amb el dibuixant Blutch amb motiu del Festival del Còmic d'Angulema. El 29 de març del mateix any, aclapara a l' Olympia, envoltada dels seus amics Jacno, Arthur H, Christophe, Anaïs, Jacques Higelin, Maya Barsony i Jean-Claude Vannier. A l'abril, toca al festival de música Printemps de Bourges i participa, a La Cigale (París), en un concert del seu admirador quebequès Pierre Lapointe per a un duet de La simfonia pastoral.
Després d'haver donat una sèrie de concerts íntims durant tot el setembre en una barcassa ancorada sota el Pont des Arts a París, Brigitte Fontaine reprèn la seva gira per tota França. Entre dos concerts, entra a l'estudi amb Olivia Ruiz per enregistrar un senzill inèdit, del qual n'havia escrit la lletra : Partir ou rester. EAl febrer de 2008, va publicar una nova novel·la (Travellings) a Flammarion, mentre que Benoît Mouchart li consagra una biografia (Brigitte Fontaine, intérieur/extérieur). El maig del mateix anys és convidada per Jamel Debbouze al Comedy Club, on dona una sèrie de cinc concerts. El gener del 2009, participa en la creació d'una nova sessió de quatre concerts de dibuixos al Festival d'Angulema : insira el guió de Dupuy-Berberian, fa el paper de la comtessa i interpreta Soufi, una cançó inèdita especialment escrita per a l'ocasió.Alguns dies més tard, fa una performance amb Lee Ranaldo en el marc d'una exposició d'art contemporani.
Al febrer del 2009, publica a edicions Belles Lettres-Archimbaud tres reculls de textos : una reedició de L'Inconciliabule (indisponible des del 1980), Rien (seguit de Colère noire) i Contes de chats, una sèrie de relats breus, poemes i anècdotes il·lustrades per Jean-Jacques Sempé. Contribueix al disc Mister Mystère de -M- escrivint set textos inèdits i reprenent un títol creat a Libido. Aparegut l'octubre del 2009, el seu disc personal titulat Prohibition és realitzat per Ivor Guest i Areski Belkacem, amb la participació de Grace Jones i Philippe Katerine. Per aquest enregistrament, rep el febrer del 2010 el Premi de l'humor negre del disc. El 8 de març d'aquest mateix any és la convidada d'honor del « Printemps des poètes » i interpreta diversos dels seus poemes en prosa a l'escenari de l'Opéra comique, on comparteix cartella amb l'actriu Dominique Blanc i la coreògrafa Carolyn Carlson. Alguns mesos més tard, fa performances anàlogues en el marc dels festivals « Paris en toutes lettres » i « Correspondances de Manosque », i després en gires per França.

### Tinc l'honor de ser la reina delMardi-Gras
El març del 2011, Brigitte Fontaine publica tres nous reculls de textos a Belles Lettres-Archimbaud, incloent una antologia de cançons i poemes titulada Mot pour mot. El suplement « Livres » del diari Libération saluda aquest llançament el 31 de març del 2011 dedicant dues pàgines a l'obra escrita de Brigitte Fontaine, « una alternança de malenconia ansiosa i enrabiada social inquieta que l'escola classificaria sense dificultats en el panteó romàntic ». El seu nou àlbum titulat L'un n'empêche pas l'autre, format per temes inèdits i antics, la major part en duos, apareix el 23 de maig del 2011. El 29 de juny del 2011 canta a l'escenari del Bataclan amb Matthieu Chedid, Jacques Higelin, Grace Jones i Areski Belkacem. El juliol del 2011, apareix a Le Grand Soir, film de Benoît Delépine i Gustave Kervern, on fa de mare dels personatges interpretats per Benoît Poelvoorde i Albert Dupontel, mentre que Areski fa de pare. El 30de gener del 2012, Bertrand Cantat s'ajunta amb Brigitte Fontaine a l'escenari del Trianon per interpretar en duo Les Vergers, una cançó de 1975 reversionada en duo a L'un n'empêche pas l'autre, així com el molt Bis baby boum boum, un altre duo Fontaine-Cantat extret de Kékéland, i Soufi (àlbum Prohibition) on substitueix Grace Jones.
L'octubre del 2012, l'editorial Actes Sud publica Portrait de l'artiste en déshabillé de soie, on Brigitte Fontaine revela els seus pensaments íntims en forma d'una sèrie de revelacions i il·luminacions poètiques que perllonguen la seva tasca d'escriptora. Tot esperant la sortida del seu proper disc, Brigitte Fontaine actua als escenaris, al costat de Christophe Miossec, Kent i Albin de la Simone, amb motiu de diversos concerts d'homenatge a Alain Bashung (Dernières nouvelles de Frau Major) sota la direcció musical de Yan Péchin. Comparteix el mateix any amb l'acordionista Patrick Fournier una de les Nuits de nacre del festival de Tula.
El setembre del 2013, Fontaine assisteix a la Gaîté-Lyrique a la primera projecció pública del documental Reflets et Crudités que se li dedica (apareix al cinema el 2 d'octubre) i publica el seu àlbum J'ai l'honneur d'être amb la col·laboració d'Areski i de Jean-Claude Vannier, el primer extracte del qual, Crazy Horse, és el tema d'un clip signat per Enki Bilal. Si bé Fontaine reforça les seves col·laboracions, rebutja la de Tricky, confia tanmateix que el títol L'Île au cœur d'enfant havia de ser musicat pel seu veí Henri Dutilleux (guardonat, com Fontaine amb un Premi d'Honor de l'acadèmia Charles Cros) que va emmalaltir i després va morir.Les Inrocks obre amb un article laudatori, fins i tot maldestre, però no cotó fluix. Després fa una gira que passa al novembre pel Bataclan. Causa sorpresa en reprendre en aquesta ocasió la cançó J'suis décadente ue mai havia interpretat als escenaris des de 1965. L'11 d'abril de 2014 és una de les caps de cartell, amb Grand Corps Malade, del festival « Porte-Voix » d'Auloron e Senta Maria.Presenta tres espectacles diferents als Bouffes du Nord els dies 5, 6 i 7 de juny del 2014, on alterna concert acústic, lectura musical i un concert amb la seva banda en plena força (Yan Péchin, Patrick Baudin, Dondieu Divin, Bobby Jocky i Areski Belkacem). El novembre del 2014, publica a Flammarion Les hommes préfèrent les hommes (títol d'una de les seves cançons – polar i himne homosexual – del seu darrer àlbum), un recull de setze històries : a més del nou títol, el primer i el més llarg, Nuit d'hiver, Le Prépuce, La Classe, Les Sardines, Gravissimo, Aladdin et les Quarante Voleurs, Les brunes préfèrent les blondes, Les Sacs, Interview comme les autres, Un coma impossible, Le Matin de la fatalité, Boucle d'or, Futur, Les Tickets de restaurant, Enki et Miss Fatma, conte de Noël – aquesta darrera escrita en alexandrins ; la portada és un retrat de l'escriptora fet per Enki Bilal. L'any següent, Un vitrail de plus associa dues històries, un « conte mig àrab mig celta » de recent redacció i un escrit més antic, La Reine du Mardi-Gras, amb dibuixos de Richard Laillier. Entre dues promocions per a discos i llibres, els concerts s'encandenen.
Al febrer del 2016, Brigitte Fontaine, acompanyada d'Areski Belkacem, Yann Péchin i Patrick Baudin, ret homenatge a l'escriptor i poeta militant Kateb Yacine (1929-1989) en crear per al MuCEM l'espectacle Pour Kateb Yacine : lectures extretes de l'obra teatral, fragments i la novel·la Nedjma de l'escriptor algerià, barrejades amb peces del seu propi repertori. Amb la gira d'un espectacle de Les Musiques à Ouïr dedicat a ell, un llibre, un audiollibre, un títol inèdit en un àlbum reggae, Brigitte Fontaine, malgrat una feble cobertura mediàtica, és més present que mai. No obstant això, en el transcurs de l'any, diversos dels seus concerts es cancel·len "per raons de salut".
El 2019, actua durant diverses vetllades al Café de la Danse, a París, on interpreta diverses cançons indèdites acompanyada del guitarrista Yan Péchin. També figura al repertori del film Haut les filles de François Armanet i apareix a principis de juliol en portada a Inrockuptibles amb Jeanne Added i Camélia Jordana. Télérama li dedica quinze dies més tard la seva primera plana amb el títol : « Vive Brigitte Fontaine ! »

## Discografia
- 1966: Chansons décadentes et fantasmagoriques.
- 1966: 12 chansons d'avant le déluge, amb Jacques Higelin.
- 1967: 15 chansons d'avant le déluge, suite et fin..., amb Jacques Higelin.
- 1968: Brigitte Fontaine est… folle ! (amb Jean-Claude Vannier).
- 1969: Comme à la radio amb Areski Belkacem i Art Ensemble of Chicago.
- 1972: Brigitte Fontaine amb Areski Belkacem.
- 1973: Je ne connais pas cet homme amb Areski Belkacem y Antoine Duhamel.
- 1974: L'Incendie amb Areski Belkacem.
- 1975: Le Bonheur amb Areski Belkacem.
- 1977: Vous et nous amb Areski Belkacem.
- 1980: Les églantines sont peut-être formidables amb Areski Belkacem.
- 1988: French corazón (Japó) (llançament a França el 1990, i després el 1999 sota el títol Le Nougat)
- 1995: Genre humain amb Etienne Daho.
- 1997: Les Palaces amb Alain Bashung.
- 2001: Kékéland amb Noir Désir, Sonic Youth, Archie Shepp, Matthieu Chedid (-M-)... (y la cançó "Guadalquivir").
- 2004: Rue Saint Louis en l'île amb Gotan Project, Zebda.
- 2006: Libido amb Jean-Claude Vannier.
- 2009: Prohibition amb Ivor Guest, Grace Jones, Philippe Katerine.
- 2011: L'un n'empêche pas l'autre amb Ivor Guest, Grace Jones, Bertrand Cantat, Arno, Alain Souchon, Jacques Higelin, -M-...
- 2013: J'ai l'honneur d'être amb Areski Belkacem i Jean-Claude Vannier (títol homenatge a Choderlos de Laclos)

Ha escrit cançons originals, especialment per a Jacques Higelin, Areski Belkacem, Etienne Daho ("Jungle pulse", "Toi, Jamais Toujours") i -M- ("Phébus", "Tanagra", "Destroy", "Lettre à Tanagra", "Brigand", "Crise", "Je les adore").

## Compilacions
- 1999: Morceaux de choix (amb l'inèdit "Dressing").
- 2002: Plans fixes (amb "Comme à la ràdio" i "J'ai vingt-six ans" en versions angleses).

## Participacions i altres col·laboracions
- 1996: On ne tue pas son prochain, homenatge a Gérard Manset.
- 1997: La caravane, música de Duke Ellington.
- 1998: Calimero amb Stereolab.
- 2001: L'Europe amb Noir Désir.
- 2003: Âme te souvient-il ?, homenatge a Léo Ferré.
- 2003: L'Homme à la moto, homenatge a Édith Piaf.
- 2005: Fine mouche amb Khan.
- 2005: Red Light amb Karkwa.
- 2007: Partir ou rester amb Olivia Ruiz.
- 2008: La beuglante amb Maya Barsony.
- 2009: Bamako amb Turzi.
- 2011: Je vous salue Marie, homenatge a Jacno.

## Cançons versionades per alters intèrprets
- Zizi Jeanmaire: Toi et ton sax.
- Christine Sèvres: Les dieux sont dingues, Maman, j'ai peur, Le beau cancer, Comme Rimbaud.
- Maurane: Barbares attraits, Péplum (àlbums Toi du monde 2000 i Fais-moi une fleur 2011).
- Vanessa Paradis: Irrésistiblement (àlbum Divinidylle 2007).
- Jane Birkin: La grippe (amb Etienne Daho).
- Françoise Hardy i Rodolphe Burger: Cet enfant que je t'avais fait.
- Marc Moulin: Comme à la radio.
- Stereo Total: Barbe à papa.
- Aurelia: Vous et Nous.
- Juliette Gréco: Le solitaire (àlbum Je me souviens de tout 2009).
- Stefie Shock: Dévaste-moi
- Johnny Hallyday: Tanagra
- Moravagine: Inadaptée
- Yacht: Le goudron
- Dominique A: Les étoiles et les cochons (en escena)
- Arthur H: Hollywood (en escena)
- Babx: Rififi (en escena)
- Pierre Lapointe: La symphonie pastorale (en escena)
- Ludivine Sagnier: Dommage que tu sois mort (en escena)
- Barbara Carlotti: Blanche-neige

...

## Remescla
- At this very moment (versió anglesa de Comme à la radio) por Cage & Aviary + Bow Mods + Monsieur Du Snob.

## Publicacions
- Chroniques du bonheur, 1975.
- Madelon: alchimie et prêt-à-porter, 1979.
- L'Inconciliabule, 1980 (Les Belles Lettres-Archimbaud, 2009).
- Paso doble, 1985
- Nouvelles de l'exil, 1988 (Flammarion, 2006).
- Genre humain, 1996
- La Limonade bleue, 1997
- Galerie d'art à Kekeland, Flammarion, 2002.
- La Bête Curieuse, Flammarion, 2005.
- Attends-moi sous l'obélisque, Le Seuil-Archimbaud, 2006.
- Travellings, Flammarion, 2008.
- Rien suivi de Colère noire, Les Belles Lettres-Archimbaud, 2009.
- Contes de chats (amb Jean-Jacques Sempé), Les Belles Lettres-Archimbaud, 2009.
- Le bon peuple du sang, Flammarion, 2010.
- Antonio, Les Belles Lettres-Archimbaud, 2011.
- Le bal des coquettes sales (amb Léïla Derradji), Les Belles Lettres-Archimbaud, 2011.
- Mot pour mot, Les Belles Lettres-Archambaud, 2011.
- Les Charmeurs de pierres, Flammarion, 2012.
- Portrait de l'artiste en déshabillé de soie, Actes Sud, 2012.

## Teatre
Actriu
- 1953: L'Épreuve (Marivaux)
- 1956: Gigi (Colette)
- 1957: Le Malade imaginaire (Molière)
- 1957: Les Précieuses ridicules (Molière)
- 1957: Mais n'te promène donc pas toute nue (Georges Feydeau)
- 1957: La Surprise de l'amour (Marivaux)
- 1961: L'Impromptu des collines i Claude de Lyon (Albert Husson)
- 1962: La Cantatrice chauve (Eugène Ionesco)
- 1962: Les Femmes de bonne humeur (Carlo Goldoni)
- 1964: Lily Strada (Boris Vian)
- 1965: Les Bargasses (Marc'O)
- 1988: Les Bonnes (Jean Genet)

Autora i actriu
- 1966-1968: Maman j'ai peur (amb Jacques Higelin y Rufus).
- 1969: Niok (amb Jacques Higelin y Areski Belkacem).
- 1969: Encore, encore et encore.
- 1969: Les Enfants sont tous fous (amb Rufus).
- 1980-1984: Acte 2
- 1986: Les Marraines de Dieu (amb Léïla Derradji).

## Cinema
- 2012: Le Grand Soir (Benoît Delépine i Gustave Kervern) amb Benoît Poelvoorde y Albert Dupontel.
- 2013: Brigitte Fontaine, reflets et crudité (Benoît Mouchart i Thomas Bartel).

## Distincions
- Gran premi del disc de la cançó francesa de l'académie Charles-Cros per Comme à la radio (1970)
- Gran premi del disc de la cançó francesa de l'académie Charles-Cros per Les Palaces (1997)
- Premi de l'académie Charles-Cros pel conjunt de la seva obra (2001)
- Gran premi de l'humor negre per Prohibition (2010)
- Premi homenatge de la creació musical atorgat per la Chambre syndicale de l'édition musicale (2011)
- Medalla gran vermell de la vila de París (2012)
- Comandant de l'Orde de les Arts i les Lletres (2014)[23]
- Cavaller de la Legió d'Honor el 14 d'abril de 2017[24]